# Háj (Košice)
Háj (em húngaro: Áj) é um município da Eslováquia, situado no distrito de Košice-okolie, na região de Košice. Tem 21,36 km² de área e sua população em 2018 foi estimada em 274 habitantes.

## Demografia
| Ano:        | 1994 | 2004    | 2014   | 2024    |
| ----------- | ---- | ------- | ------ | ------- |
| Broj ljudi: | 332  | 285     | 290    | 239     |
| Razlika:    |      | -14,15% | +1,75% | -17,58% |

| Ano:               | 2023 | 2024   |
| ------------------ | ---- | ------ |
| Número de pessoas: | 242  | 239    |
| Diferença:         |      | -1,23% |